# Nychiodes ticina
Nychiodes ticina är en fjärilsart som beskrevs av Eugen Wehrli 1941. Nychiodes ticina ingår i släktet Nychiodes och familjen mätare. Inga underarter finns listade i Catalogue of Life.